# Friedrich Dahn
Friedrich Dahn (Berlino, 18 aprile 1811 – Monaco di Baviera, 9 dicembre 1889) è stato un attore teatrale tedesco.

## Biografia
Friedrich Dahn recitò prevalentemente a Berlino, Breslavia, Amburgo, Monaco dal 1834, come successore di F. Esslair, in seguito fece anche il regista, esibendosi l'ultima volta nel 1880.
Figura prestante, dignitosa, prediligeva le parti di innamorato, libertino, ecc., dove mostrò la sua enfasi sonora ma classicamente composta.
La sua prima moglie Constanze Le Gaye (Kassel 1814-Chiemsee 1894) ebbe un grande successo sul palcoscenico di Monaco grazie alla sua bellezza, alla sua intelligenza d'interprete, al suo realismo molto innovativo.
La sua seconda moglie Susanne Marie Hausmann (Vienna 1829-Monaco 1909 si mise in evidenza, nell'arco dei suoi 50 anni di carriera e di attività a Monaco, in ruoli ricchi di saggezza e di umorismo.
Seguirono le orme del padre anche il figlio Ludwig (Monaco 1843-1898) e il nipote Felix (Berlino 1874), mentre il figlio Felix (Amburgo 1834-Breslavia 1912) fu letterato molto conosciuto dai suoi contemporanei per il romanzo storico intitolato Una battaglia per Roma (Ein Kampf um Rom, 1876).